# ییرژی وسلی
ییرژی وسلی (چکی: Jiří Veselý؛ زادهٔ ۱۰ ژوئیهٔ ۱۹۹۳) تنیس‌باز اهل جمهوری چک است.